# Przejście graniczne Siedlec-Zelz
Przejście graniczne Siedlec-Zelz – utworzone i zlikwidowane w 2007 polsko-niemieckie drogowe przejście graniczne położone w województwie lubuskim, w powiecie żarskim, w gminie Trzebiel, w miejscowości Siedlec.

## Opis
Przejście graniczne Siedlec-Zelz z miejscem odprawy granicznej po stronie polskiej w miejscowości Siedlec zostało utworzone 25 stycznia 2007. Czynne było całą dobę. Dopuszczony był ruch osobowy: piesi, rowerzyści i mały ruch graniczny. Obie miejscowości łączył most na rzece Nysa Łużycka.
21 grudnia 2007 na mocy układu z Schengen przejście graniczne zostało zlikwidowane.